# With These Hands... (album de Randy Weston)
With These Hands... est un album de hard bop américain enregistré en 1956 par le pianiste Randy Weston avec son trio rejoint par le saxophoniste baryton Cecil Payne.

## Historique

### Enregistrement et production

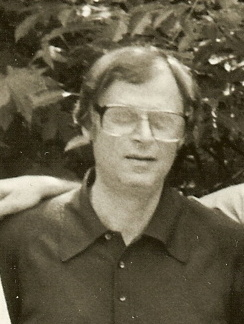
Rudy Van Gelder.

L'album est enregistré par Rudy Van Gelder le 14 et le 21 mars 1956 dans son studio à Hackensack dans le New Jersey,.
Rudy Van Gelder était un ingénieur du son  spécialisé dans le jazz, considéré comme l'un des meilleurs ingénieurs de l'histoire de l'enregistrement, dont on estime qu'il a enregistré et mixé plus de 2 000 albums. Son studio connu durant les années 1950 sous le nom de « Van Gelder Studio, Hackensack, New Jersey » était en fait le living room de ses parents. Ce n'est qu'en 1959 qu'il ouvrira son vrai studio, connu sous le nom de « Van Gelder Studio, Englewood Cliffs, New Jersey ».
L'album est produit par Bill Grauer et Orrin Keepnews, les fondateurs du label Riverside Records.

### Publication
L'album sort en 1956 en disque vinyle long play (LP) sous la référence RLP 12-214 sur le label Riverside Records, un label américain lancé en 1953 par les passionnés de jazz traditionnel Bill Grauer et Orrin Keepnews. 
La notice originale du LP (original liner notes) est de la main d'Orrin Keepnews, producteur américain et historien du jazz né en 1923.
Le design de la couverture est de Fran Scott, une graphiste, artiste et photographe américaine née Frances Settelle et la photographie qui orne la couverture du LP est l'œuvre de Henry Parker.
L'album est réédité par Riverside en 1993 en LP et en 1996 en CD.

## Accueil critique
Le producteur Orrin Keepnews, auteur de la notice originale du LP (original liner notes), écrit en 1956 : « Avec ces mains Randy Weston a créé un autre album de jazz particulier et gratifiant. De telles mains sont sans aucun doute un grand atout pour un pianiste. Dotées de doigts gracieux et inhabituellement longs, elles ont évidemment une part de mérite dans la facilité d'exécution apparente qui est l'une des qualités les plus remarquables de Weston en tant qu'interprète. Mais on ne pouvait guère s'attendre à ce que les mains fassent le travail seules. Car Randy possède également un cœur et un esprit qui sont encore plus directement responsables de son ascension rapide vers une position d'une réelle importance parmi les très nombreux pianistes qualifiés que l'on trouve sur la scène du jazz moderne ».
Le site AllMusic attribue 4 étoiles à l'album With These Hands. Le critique musical Scott Yanow d'AllMusic souligne que « With These Hands est l'un des albums les moins connus du pianiste Randy Weston. Weston, qui avait déjà un style assez particulier, s'en tient pour la plupart à des standards (ce qui est assez inhabituel pour lui), dont The Man I Love, This Can't Be Love et Do Nothing 'Till You Hear from Me. Cependant, la session comprend deux compositions originales de Weston et est en fait soulignée par le lancement de son célèbre titre Little Niles ».

## Titres
| 1.    | The Man I Love                    | George Gershwin / Ira Gershwin            | 4:02 |
| 2.    | Serenade In Blue                  | Mack Gordon / Harry Warren                | 2:52 |
| 3.    | I Can't Get Started With You      | Vernon Duke / Ira Gershwin                | 8:44 |
| 4.    | This Can't Be Love                | Lorenz Hart / Richard Rodgers             | 3:01 |
| 5.    | These Foolish Things              | Harry Link / Holt Marvell / Jack Strachey | 4:36 |
| 6.    | Lifetime                          |                                           | 4:14 |
| 7.    | Do Nothing 'Till You Hear From Me | Duke Ellington / Bob Russell              | 5:12 |
| 8.    | Little Niles                      | Jon Hendricks / Randy Weston              | 4:55 |
| 37:52 |                                   |                                           |      |

## Musiciens
- Randy Weston : piano
- Cecil Payne : saxophone baryton
- Ahmed Abdul-Malik : contrebasse
- Wilbert Hogan : batterie